# Phare de Chatham
Le phare de Chatham (en anglais : Chatham Light) est un phare actif situé à Chatham, sur la presqu'île de Cap Cod dans le comté de Barnstable (État du Massachusetts).
Il est inscrit au Registre national des lieux historiques depuis le 15 juin 1987 .

## Histoire
La première station, près de la côte, a été construite en 1808 avec deux tours en bois qui ont été remplacées en 1841, en dépit des interrogations sur les raisons pour lesquelles une seule tour ne suffirait pas. En 1877, deux nouvelles tours, constituées d'anneaux en fonte, les ont remplacées. Une des tours a été déplacée dans la région d'Eastham et est devenue le phare de Nauset en 1923.
Créée en 1808, c'est le deuxième phare du cap Cod. Pour le distinguer du phare d'Highland, le premier feu du cap Cod, et pour faire office de champ de tir, des tours jumelles octogonales en bois de 12 mètres de haut ont été construites. Ils étaient sur des patins pour pouvoir être déplacés de manière à rester alignés sur le canal d’entrée lorsque celui-ci se déplaçait. Samuel Nye a été nommé premier gardien de Chatham par le président Thomas Jefferson le 7 octobre 1808.
En 1841, les tours octogonales en bois sont remplacées par deux tours en briques de 12 mètres. Une lentille de Fresnel de quatrième ordre de 1857 est installée dans chaque tour et est alimentée à l'huile de saindoux.
En 1877, deux tours jumelles en fonte revêtue de briques et une maison de gardien sont construites plus loin du rivage, en raison des mouvements de terrain liés à l'érosion. En 1893 une maison à carburant est ajoutée. En 1923 La tour nord de la paire est déplacée d'environ 19 km au nord pour devenir le phare de Nauset.
En 1939, toujours alimenté au kérosène depuis 1882 et mis en rotation via un mécanisme d'horlogerie, le phare de Chatham est converti à l'électricité. La lumière reste active pendant la seconde guerre mondiale. En 1969 La lentille de Fresnel est transférée au Atwood House Museum (en) et elle est remplacée par une balise rotative Carlisle & Finch (en) générant plus de 2,8 millions de candelas. En 1982 le phare est automatisé et reçoit une balise aérienne en 1983 et, en 1993 un aerobeacons DCB-224.

## Description
Le phare  est une tour circulaire en fonte, avec une galerie et une lanterne de 14,5 m de haut. La tour est peinte en blanc et rouge et la lanterne est grise. Il émet, à une hauteur focale de 24 m, deux brefs éclat blanc de 0,1 seconde par période de 10 secondes. Sa portée est de 24 milles nautiques (environ 44 km).

## Caractéristiques dufeu maritime
Fréquence : 10 secondes (W-W)
- Lumière : 0,1 seconde
- Obscurité : 2 secondes
- Lumière : 0,1 seconde
- Obscurité : 7,8 secondes

Identifiant : ARLHS : USA-158 ; USCG : 1-0525 - Amirauté : J0394 .
|                      |
| La station d'origine |

|          |
| Le phare |

### Lien connexe
- Liste des phares du Massachusetts